# 多叶葶苈
多叶葶苈（学名：Draba polyphylla），为十字花科葶苈属下的一个种。种加词 polyphylla 意为“多片叶子的”。